# Osečina
Osečina (Servisch: Осечина) is een gemeente in het Servische district Kolubara.
Osečina telt 15.135 inwoners (2002). De oppervlakte bedraagt 319 km², de bevolkingsdichtheid is 47,4 inwoners per km².

## Plaatsen in de gemeente
| - Bastav - Belotić - Bratačić - Gornje Crniljevo - Gunjaci - Dragijevica - Dragodol - Komirić - Konjic - Konjuša | - Lopatanj - Osečina - Osečina (selo) - Ostružanj - Pecka - Plužac - Sirdija - Skadar - Tuđin - Carina |